# La Vereda (Peñaflor)
La Vereda es un pequeño poblado se encuentra situado a 3,5 km al nordeste del término municipal de Peñaflor (Sevilla), dentro de la provincia de Córdoba y del valle del Bajo Guadalquivir. Aquí se inscriben también los poblados de Vegas de Almenara, El Priorato o Setefilla.

## Historia del proyecto
La Vereda se asienta sobre la antigua finca “Cabeza de Pino”, junto a la “Vereda de la carne”, vía que comunicaba con Peñaflor y de la cual tomó su nombre. El poblado es proyectado y firmado en Madrid por José Luis Fernández del Amo en diciembre de 1963. Finalmente sería aprobado el 21 de marzo de 1964 con una serie de pequeñas modificaciones, quedando constituido por:
- 17 viviendas de colonos con sus correspondientes dependencias agrícolas.
- 2 viviendas para el personal del Instituto Nacional de Colonización (INC); tractorista (en el local almacén) y para guarda, 4 solares para viviendas de otros obreros.
- Una vivienda de comerciante con dos locales de negocio; uno de ellos, panadería, si se considera precisa.
- Capilla con sacristía, local de Acción Católica y dormitorio y baño para el sacerdote que atienda a este núcleo (este servicio religiosos puede ser atendido desde Peñaflor).
- Una escuela mixta y una vivienda de Maestro.
- Edificio administrativo con sala de reunión, dos despachos, aseos, local de correos y clínica.
- Un local con un almacén y dos garajes para tractores con taller de reparación.

## Trazado urbanístico

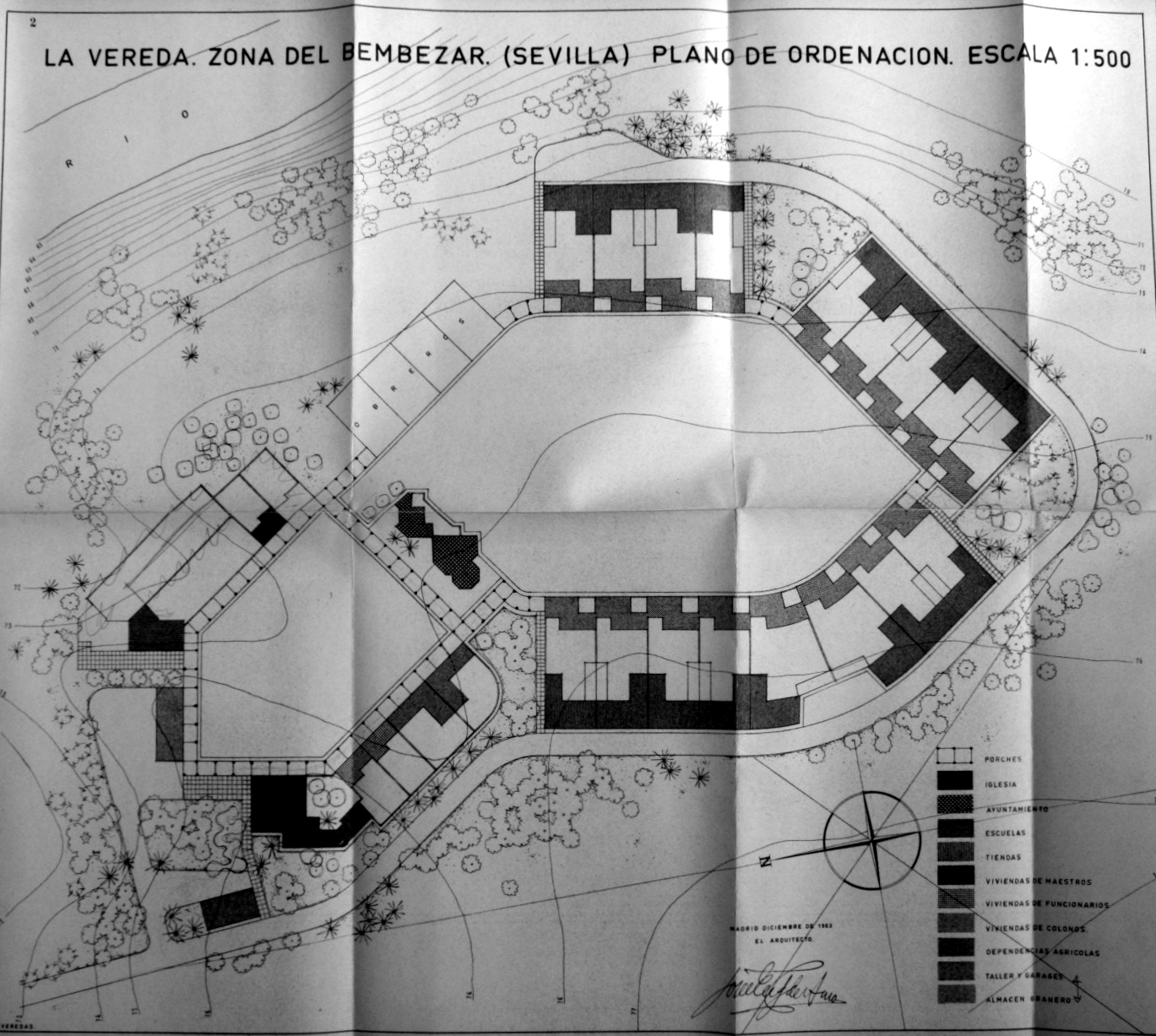
Plano del poblado de La Vereda

La Vereda es uno de los ejemplos de poblados más reducidos y está concebido a modo de una gran cortijada. Se estructura en torno a dos espacios que se proyectan como dos formas geométricas irregulares (hexágono y pentágono):
- La plaza más grande está rodeada por las viviendas y fue concebida como un lugar de convivencia y ocio entre los colonos.
- La plaza más pequeña está enteramente porticada y rodeada por los edificios públicos. Entre ambos espacios se sitúa el edificio de la administración.

El tráfico rodado se traslada al exterior, a una calle que rodea las dependencias agrícolas y que termina en dos fondos de saco (Cul-de-sac). Este sistema de calle externa que aísla los trazados internos en función de su uso, tiene su precedente en la manzana tipo Radburn desarrollado en los Estados Unidos, si bien en los poblados de colonización lo adaptaron a sus particulares necesidades rurales. El Radburn permitía al habitante, a través de una vía rápida, el acceso a la vivienda por la zona de la fachada delantera, quedando su fachada trasera reservada para los caminos lentos que posibilitan su relación con el resto del vecindario. En el poblado, en cambio, esa vía rápida daría acceso a la vivienda por su fachada trasera, donde se encuentran además las dependencias agrícolas. No obstante hay quienes defienden que el diseño de este tipo de trazado, donde las viviendas están situadas alrededor de un núcleo central, es deudor de los kibutz israelíes o incluso de las ciudades utópicas de principios del XIX.

## Arquitectura

### Viviendas
Las viviendas proyectadas por  Fernández del Amo son de dos tipos:
1. De una sola planta, con tres habitaciones, cocina, despensa, comedor y aseo. Tiene un gran patio trasero y una zona de servicio para las labores agrícolas. La fachada presenta un porche, constituido por un hueco retranqueado. También dispone de un pequeño patio delantero cerrado por un murete bajo, elemento que proporciona un lugar de descanso con una cierta privacidad que no tiene la puerta de la casa.
2. De dos plantas, presenta un bajo porticado destinado a comercio. La vivienda se encuentra en la parte superior. Esta posee tres habitaciones, cocina separada del salón y un pequeño balcón-terraza abierto hacia la plaza.

Todas las casas y sus dependencias fueron encaladas en blanco con cubiertas de teja árabe.

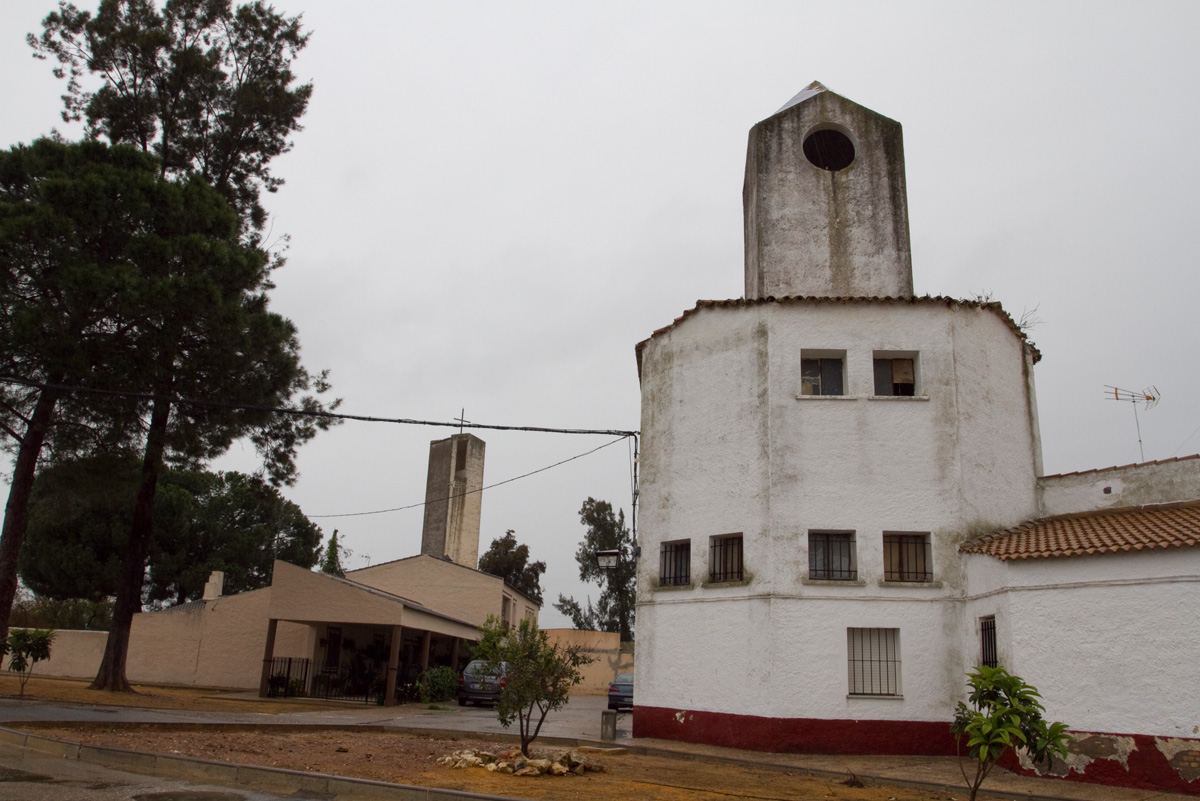
Vista del edificio administrativo y la iglesia a la izquierda

### Edificio administrativo y clínica
Este conjunto está compuesto por dos elementos, uno de ellos reservado a labores administrativas y el otro a clínica médica, que mantienen un eje direccional con la iglesia y  las escuelas. Se refuerza así la forma hexagonal sugerida por la plaza de viviendas al convertirse en un edificio esquina dentro de la plaza. Destaca especialmente la torre-edificio de planta octogonal, destinada como sala de reuniones y que cumple también la función de depósito de agua.

### Escuelas
Presentan un espacio más centralizado, sustituyendo uno de los muros por un gran ventanal que va desde el suelo hasta el techo. Exteriormente el arquitecto proyecta la funcionalidad hacia fuera de una forma obvia, destacando el espacio destinado a aula en la fachada trasera y mostrándose sobrio y funcional en su relación con la plaza. La forma del aula descrita en planta vuelve a presentar el pentágono irregular que se adivinaba en el primer diseño de la plaza y que finalmente fue modificado.

### La Iglesia

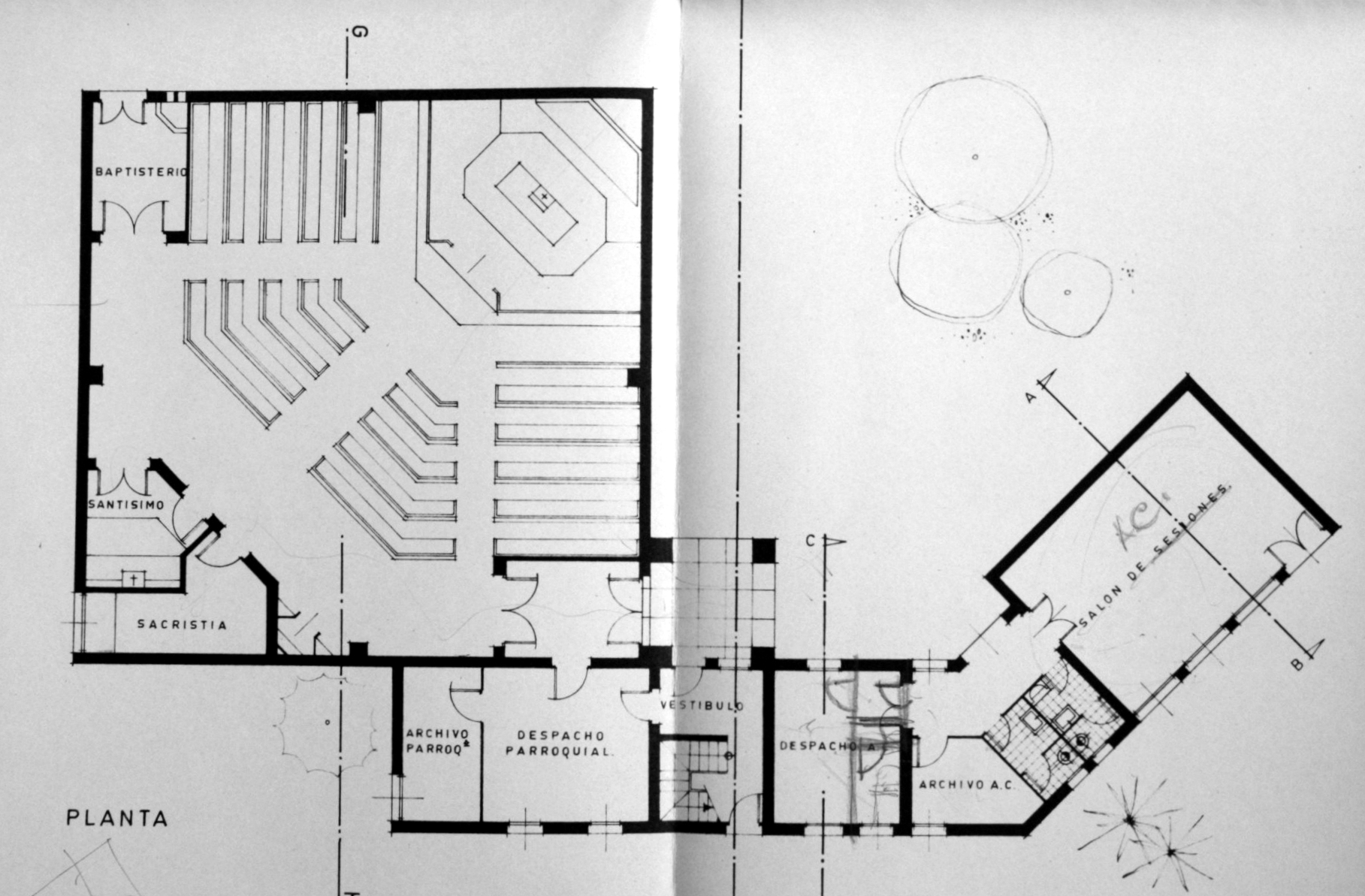
Planta de la iglesia de La Vereda.

Edificio de planta cuadrada donde José Luis Fernández del Amo diseña de un modo absolutamente novedoso la forma de distribuir los espacios y movimientos internos, siendo uno de los primeros ejemplos de planta posconciliar aparecidos en España. En sus ángulos se disponen el presbiterio, la sacristía y la cabecera, mientras que los bancos se distribuyen de una manera radial, generándose dos ejes diagonales a través de las filas de los mismos. La entrada al edificio se realizaba a través de la torre-campanario.
A este respecto, una figura importante dentro de esa renovación hacia el lenguaje de la Modernidad que experimentará la arquitectura religiosa española en la década de los 50, será el arquitecto ciudadrealeño Miguel Fisac quien en 1949 ya plantearía este tipo de plantas en la revista Árbor del CSIC y que materializaría posteriormente en: la iglesia del Colegio Apostólico de los Padres Dominicos de Arcas Reales en Valladolid (1952), trabajo por el cual fue premiado con la medalla de Oro en el Concurso de Arte Religioso de Viena, en 1954; y en el Teologado de San Pedro Mártir en Alcobendas.
Igualmente habría que reseñar en este sentido al propio José Luis Fernández del Amo y la iglesia incluida en el proyecto que presentó para la construcción del poblado de Torre Salinas en diciembre de 1951 y que fue rechazado por los técnicos del INC. En ella, proponía un movimiento de las líneas de la planta del templo hacia la cabecera con el fin de hacer hincapié en la zona del altar, un ejemplo que establecerá las bases para el cambio preconciliar de la tipología de planta y que se convertirá en referente para otras iglesias construidas por el INC como: Esquivel (Sevilla) en 1952, obra del arquitecto Alejandro de la Sota Martínez o Estella del Marqués (Jerez de la Frontera) en 1953, obra de Fernando Cavestany.
De este modo, ambos se adelantaban varios años a las directrices promulgadas por el Concilio Ecuménico Vaticano II, convocado por Juan XXIII  en octubre de 1962 y clausurado por Pablo VI  en diciembre de 1965:
```
 
```

"…el altar mayor se construya separado de la pared, de modo que se pueda girar fácilmente en torno a él y celebrar de cara al pueblo. Y ocupará un lugar tan importante en el edificio sagrado que será realmente el centro adonde espontáneamente converja la atención de toda la asamblea de los fieles. Además, el presbiterio alrededor del altar tendrá tal amplitud que se puedan desarrollar cómodamente en él los ritos sagrados”

Con ello se buscaba promover una liturgia que resultara más cercana e incitara a la participación de los fieles.

## Estado actual

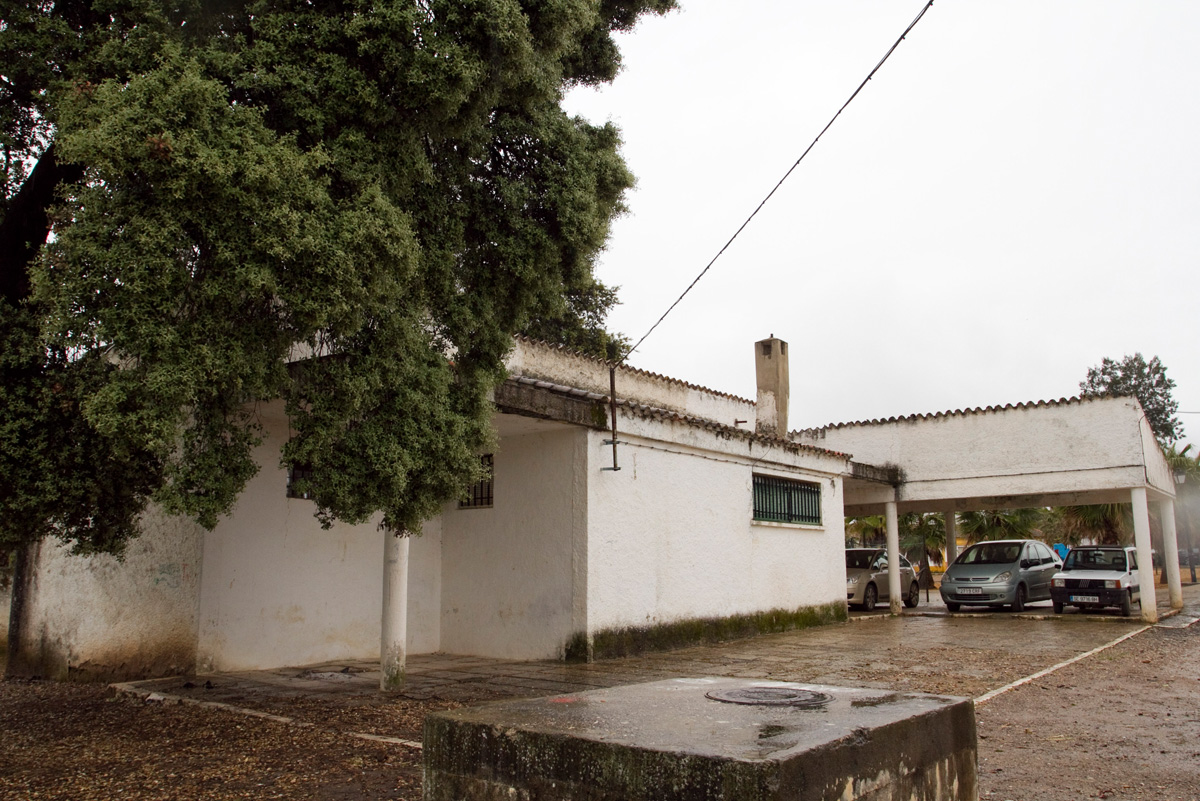
Fachada trasera de la escuela. En el porche, los vehículos de sus actuales propietarios

La Vereda como poblado ha tenido una corta historia (solo unos quince años), debido a los reiterados fracasos de poner en producción los lotes de tierra cedidos desde el Instituto. En la década de los 80, cayó en el estado de abandono que presenta hoy en día y que ha tenido consecuencias tan terribles como el hundimiento de la iglesia en el año 2000. Actualmente, las viviendas son utilizadas como segunda residencia por parte de algunos vecinos de Peñaflor (Sevilla) o cedidas con carácter social.  De igual modo, tanto la iglesia como la escuela han sido acondicionadas y empleadas como viviendas. También las casas han sido igualmente alteradas, procediéndose el tapiado de los porches. El asfaltado y acerado en el espacio de la plaza son también un añadido posterior que permite a los habitantes llegar en coche y acceder a la vivienda por la fachada principal.

## Galería de imágenes

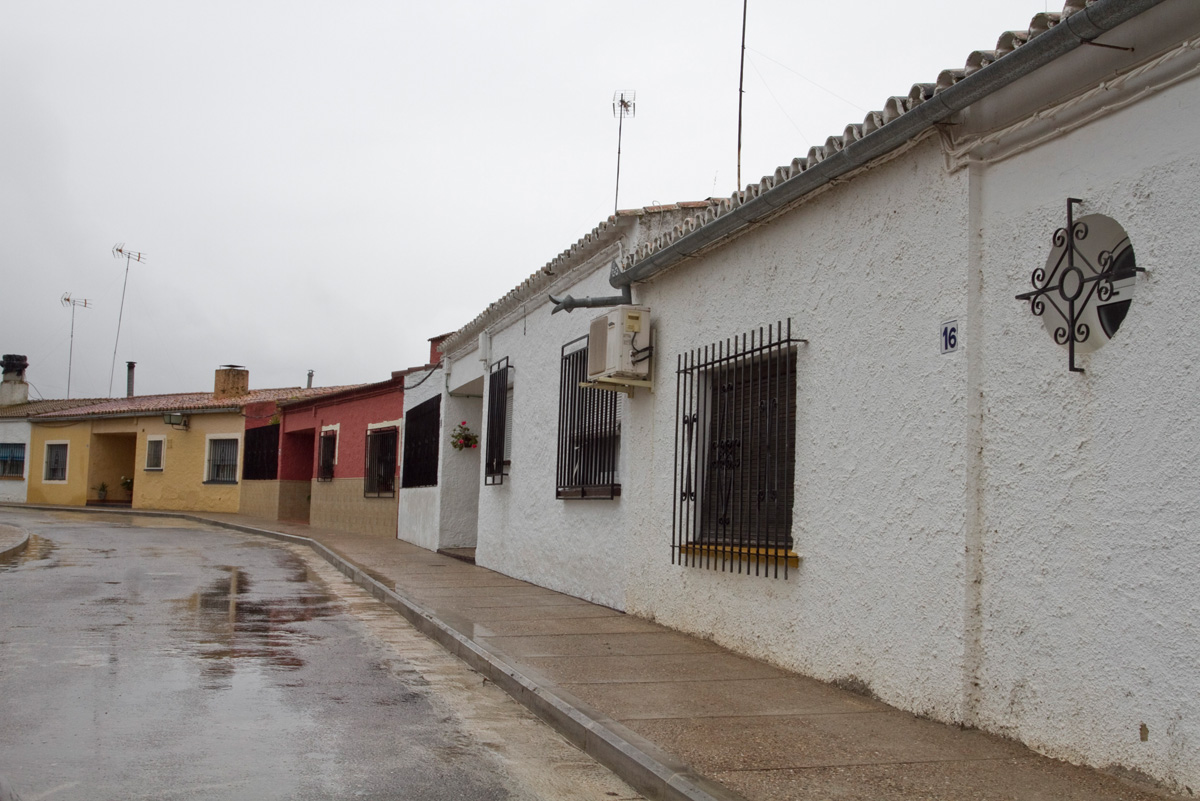
La Vereda - Viviendas.
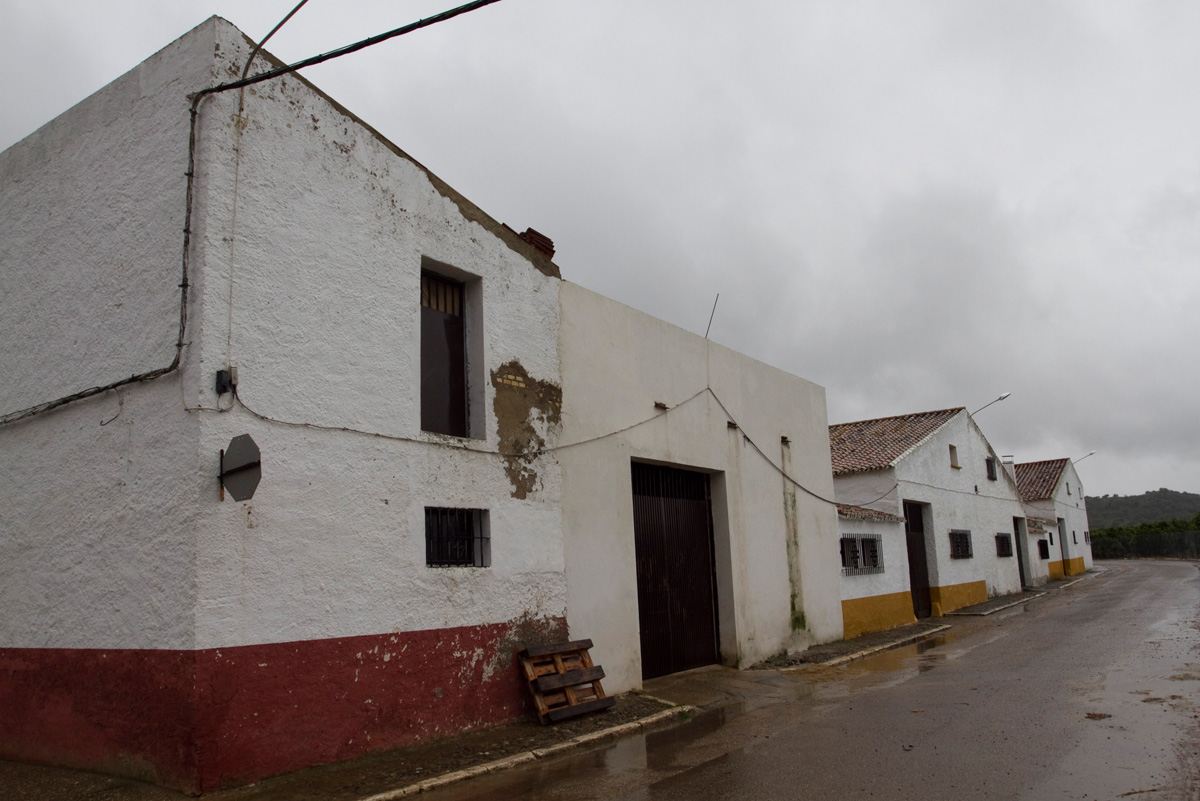
La Vereda- Vista de la parte trasera de las viviendas.
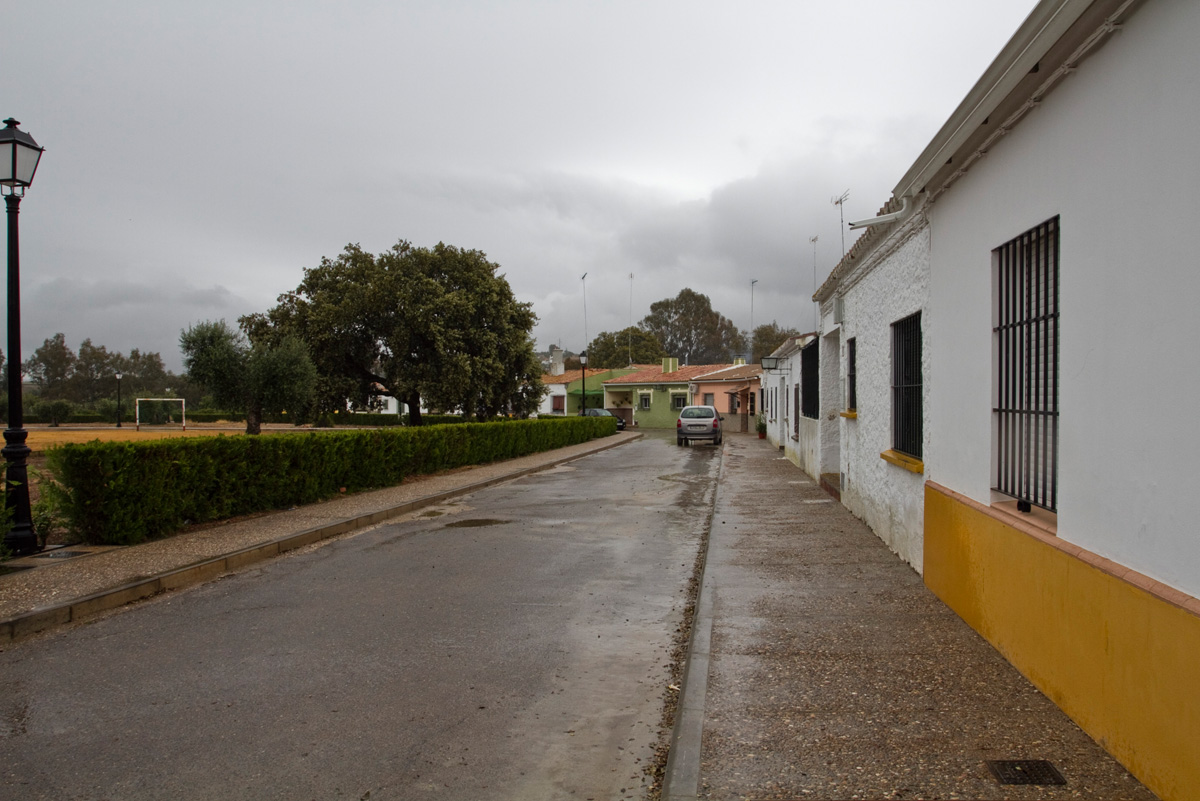
La Vereda- Vista de las viviendas y la plaza hexagonal.
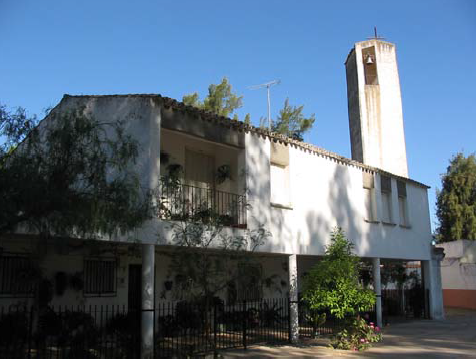
La Vereda- Comercios y viviendas.
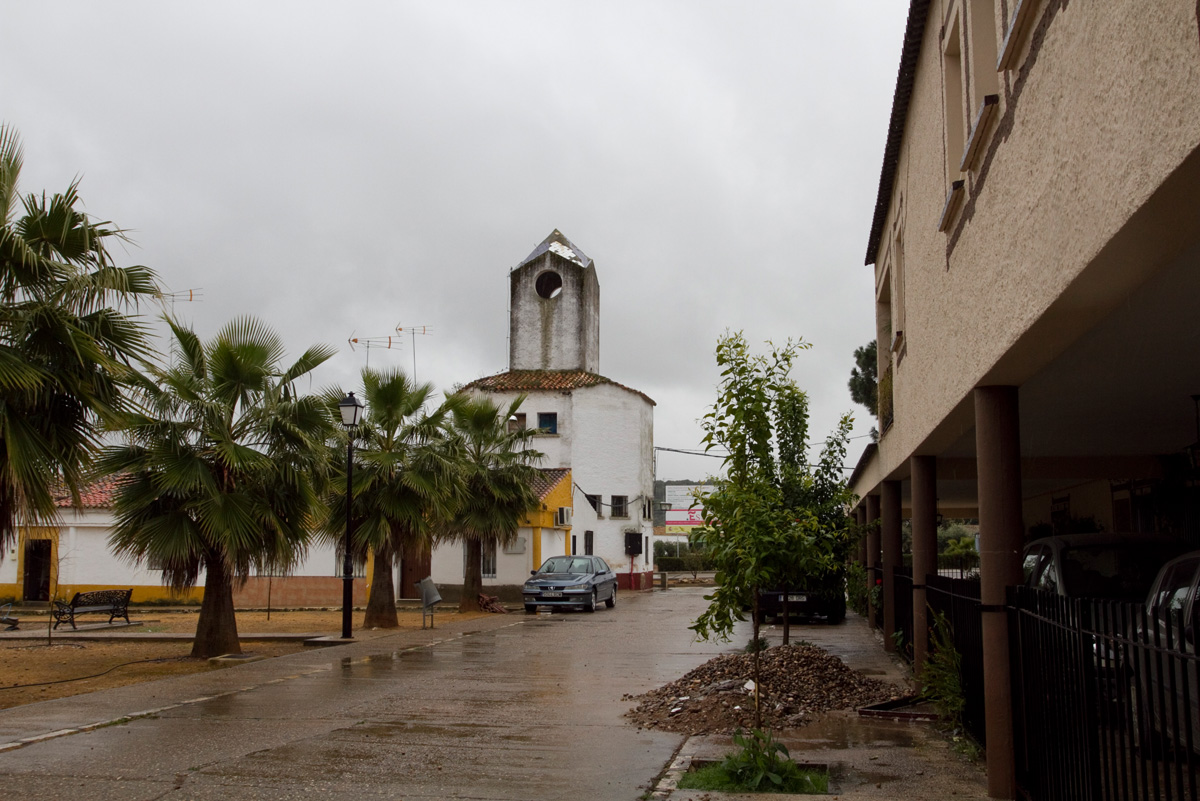
La Vereda- Vista del edificio administrativo desde la zona porticada que abre a la plaza pequeña y de forma pentagonal.
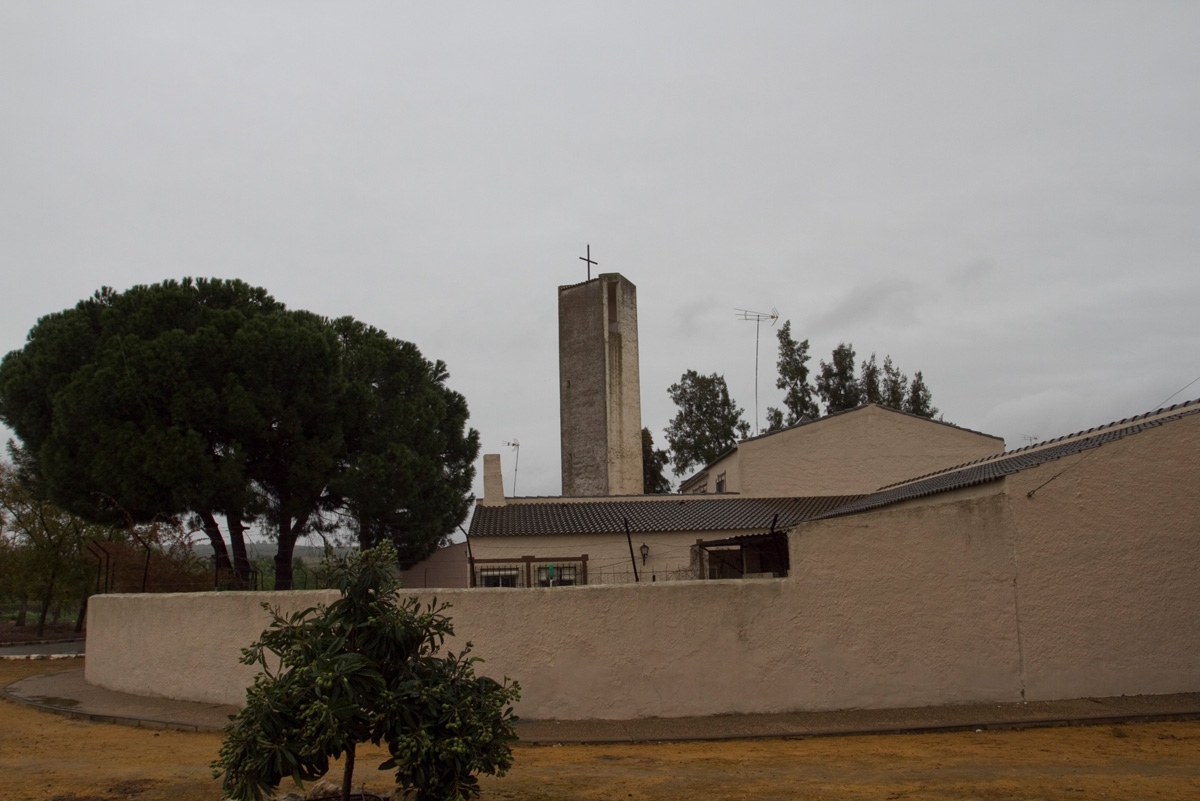
La Vereda- Vista de la iglesia desde la parte trasera del edificio.
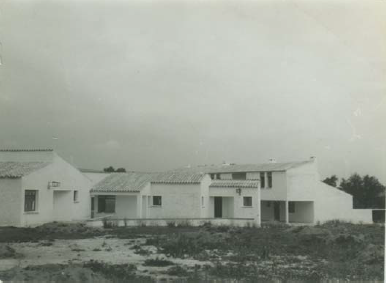
La Vereda- Centro cívico. Foto de Gómez Luengo.
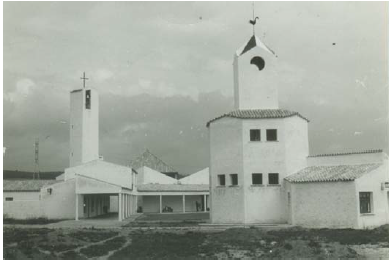
La Vereda- Iglesia y Centro Cívico. Foto de Gómez Luengo.